# Trčci
Trčkovi (trčci ili trčuljci; Carabidae), porodica kukaca iz reda kornjaša (Coleoptera). Postoje i štetne i korisne vrste koje se koriste u suzbijanju štetnika. Među korisne vrste pripadaju rodovi Carabus, Calosoma, Poecilus, Pterostichus i Nebria, a u štetnike Harpalus i Zabrus.
Porodica se sastoji od ukupno 34 potporodice, 90 tribusa, 137 podtribusa, 2021 roda, 37.059 vrsta i 7657 podvrsta.
Trčci se odlikuju dobro razvijenim nogama kojima mogu jako brzo trčati.

## Potporodica
- Potporodica Anthiinae Bonelli, 1813
- Potporodica Apotominae LeConte, 1853
- Potporodica Brachininae Bonelli, 1810
- Potporodica Broscinae Hope, 1838
- Potporodica Carabinae Latreille, 1802
- Potporodica Cicindelinae Latreille, 1802
- Potporodica Ctenodactylinae Castelnau, 1834
- Potporodica Dryptinae Bonelli, 1810
- Potporodica Elaphrinae Erichson, 1837
- Potporodica Gineminae Ball & Shpeley, 2002
- Potporodica Harpalinae Bonelli, 1810
- Potporodica Hiletinae Schiodte, 1847
- Potporodica Lebiinae Bonelli, 1810
- Potporodica Licininae Bonelli, 1810
- Potporodica Loricerinae Bonelli, 1810
- Potporodica Melaeninae Alluaud, 1934
- Potporodica Migadopinae Chaudoir, 1861
- Potporodica Nebriinae Laporte, 1834
- Potporodica Nototylinae Reichardt, 1977
- Potporodica Omophroninae Bonelli, 1810
- Potporodica Orthogoniinae Schaum, 1857
- Potporodica Panagaeinae Bonelli, 1810
- Potporodica Paussinae Latreille, 1807
- Potporodica Platyninae Bonelli, 1810
- Potporodica Promecognathinae LeConte, 1853
- Potporodica Protorabinae Ponomarenko, 1977
- Potporodica Pseudomorphinae Newman, 1842
- Potporodica Psydrinae LeConte, 1853
- Potporodica Pterostichinae Bonelli, 1810
- Potporodica Rhysodinae Laporte de Castelnau, 1840
- Potporodica Scaritinae Bonelli, 1810
- Potporodica Siagoninae Bonelli, 1813
- Potporodica Trechinae Bonelli, 1810
- Potporodica Xenaroswellianinae Erwin, 2007

Izvori

### Rodovi: genus
Abacidus, Abax, Acupalpus, Aephnidius, Agonum, Agra, Amara, Amblycheila, Ambylgnathus, Amerinus, Ameroduvalius, Amphasia, Anatrichus, Anchonoderus, Anchonymus, Anchotefflus, Anillaspis, Anillinus, Anillodes, Anisodactylus, Apenes, Aphanotrechus, Apristus, Apteromesus, Ardistomis, Asaphidion, Aspidoglossa, Atelothrus, Atrachycnemis, Atranus, Axinopalpus, Badister, Baryneus, Barypristus, Bembidion, Blackburnia, Blethisa, Brachinus, Bradycellus, Broscodera, Brosconymus, Caelostomus, Calathus, Callida, Calosoma, Carabus, Chalcomenus, Chlaenius, Cicindela, Cillenus, Clivina, Colliuris, Colpocaccus, Colpodes, Colpodiscus, Coptodera, Cratacanthus, Cychrus, Cylindronotum, Cymindis, Damaster, Darlingtonea, Dercylinus, Derobroscus, Deropristus, Diacheila, Dicaelus, Dicheirus, Diplochaetus, Diplocheila, Diplous, Disamara, Discoderus, Disenochus, Dromius, Drypta, Dyschirus, Ega, Egadroma, Elaphropus, Elaphrus, Endynomena, Episcopellus, Eucaerus, Euphorticus, Euproctinus, Euryderus, Evolenes, Galerita, Gehringia, Geopinus, Gnathaphanus, Gnatholymnaeum, Goniotropus, Gynandropus, Halocoryza, Harpalellus, Harpalobrachys, Harpalus, Hartonymus, Helluomorphoides, Horologion, Infernophilus, Inna, Lachnophorus, Lebia, Lecalida, Leistus, Leptotrachelus, Licinus, Loricera, Loxandrus, Lymnastus, Lymneops, Masoreus, Mauna, Mecomenus, Mecyclothorax, Megacephala, Mesothriscus, Metabletus, Metrius, Metromenus, Micratopus, Micrixys, Microlestes, Mioptachys, Miscodera, Morion, Myas, Mysticomenus, Neaphaenops, Nebria, Nelsonites, Nemotarsus, Nomius, Notiobia, Notiophilus, Olisthopus, Omophron, Omus, Oodes, Opisthius, Oxycrepis, Pachyteles, Panagaeus, Paratachys, Pasimachus, Patrobus, Pelmatellus, Pelophila, Pentagonica, Pericompus, Perigona, Perileptus, Phloeoxena, Phrypeus, Pinacodera, Platidiolus, Platynus, Platypatrobus, Plochionus, Pogonistes, Pogonodaptus, Polpochila, Polyderis, Porotachys, Pristonychus, Prodisenochus, Promecognathus, Pseudabarys, Pseudanophthalmus, Pseudaptinus, Pseudobroscus, Pseudomorpha, Pseudoopterus, Psydrus, Pterostichus, Rhadine, Scaphinotus, Scarites, Schizogenius, Selenophorus, Sericoda, Somatrichus, Somotrichus, Sphaeroderus, Stenocrepis, Stenolophus, Stenomorphus, Stylulus, Synuchus, Tachys, Tachyta, Tecnophilus, Tefflus, Tetragonoderus, Thalassotrechus, Trechoblemus, Trechus, Trichocellus, Trichotichnus, Troglanillus, Typhlonesiotes, Xenotrechus, Xestonotus, Zacotus, Zuphium

## Vanjske poveznice
|  | Zajednički poslužitelj ima još gradiva o temi Carabidae |
|  | Wikivrste imaju podatke o taksonu Carabidae             |